# 稽落州
稽落州，唐朝羁縻州。
貞觀二十一年（647年），以铁勒斛薛部置高阙州，永徽元年（650年）废，更置稽落州，后又废。永徽三年（652年），以阿特部复置。约在今俄罗斯色楞格河支流希洛克河中下游流域。属燕然都护府。永淳、垂拱时突厥、铁勒相继叛唐后废，复置于河套内地。属安北都护府。 